# Lamanère (rivière)
Pour les articles homonymes, voir Lamanère (homonymie).
Le Lamanère est une rivière française du département des Pyrénées-Orientales en région Occitanie et un affluent du Tech.

## Géographie
D'une longueur de 15,7 kilomètres, le Lamanère prend sa source sur la commune homonyme de Lamanère à 1 100 mètres d'altitude, à 200 mètres au nord du Pla de la Serra (1 394 m).
Dans le Vallespir, il coule globalement du nord-est vers le sud-est en faisant un arc de cercle sommet à l'ouest.
Il conflue sur la commune de Serralongue, à 452 mètres d'altitude, à côté du ravin de Patacayre et du lieu-dit la Pomarède.

### Communes et cantons traversés
Dans le seul département des Pyrénées-Orientales, le Lamanère traverse les deux communessuivantes, dans un seul canton, dans le sens amont vers aval, de Lamanère (source), Serralongue (confluence).
Soit en termes de cantons, le Lamanère prend source et conflue dans le même canton de Prats-de-Mollo-la-Preste, dans l'arrondissement de Céret.

### Bassin versant
La Rivière de Lamanère traverse une seule zone hydrographique Le Tech de la rivière de Lamanère inclus à la rivière de Saint Laurent incluse (Y022) de 242 km2 de superficie.

### Organisme gestionnaire

Communes adhérant au Syndicat Intercommunal de Gestion et d'Aménagement du Tech.

La gestion et l'aménagement du Tech sont gérés depuis 1994 par le Syndicat Intercommunal de Gestion et d'Aménagement du Tech, une structure 
EPCI regroupant trente-cinq communes du bassin versant

## Affluents
Le Lamanère a cinq affluents référencés :
- le ruisseau du col de Malrens (rg) 3,7 km, sur la seule commune de Lamanère.
- le ruisseau de Saladou (rd), sur la seule commune de Lamanère.
- le torrent du Corral (rg) , sur la seule commune de Lamanère.
- le torrent Fosc (rg) , à la limite des deux communes de Lamanère et Serralongue.
- la rivière del Castell (rd) 9,7 km, sur les deux communes de Lamanère et Serralongue avec un affluent :
  - le ruisseau des Cortals (rd) sur la seule commune de Serralongue.

Donc son rang de Strahler est de trois. Néanmoins Géoportail indique d'autres cours d'eau affluents, ce qui porterait alors le rang de Strahler à cinq.

## Étymologie

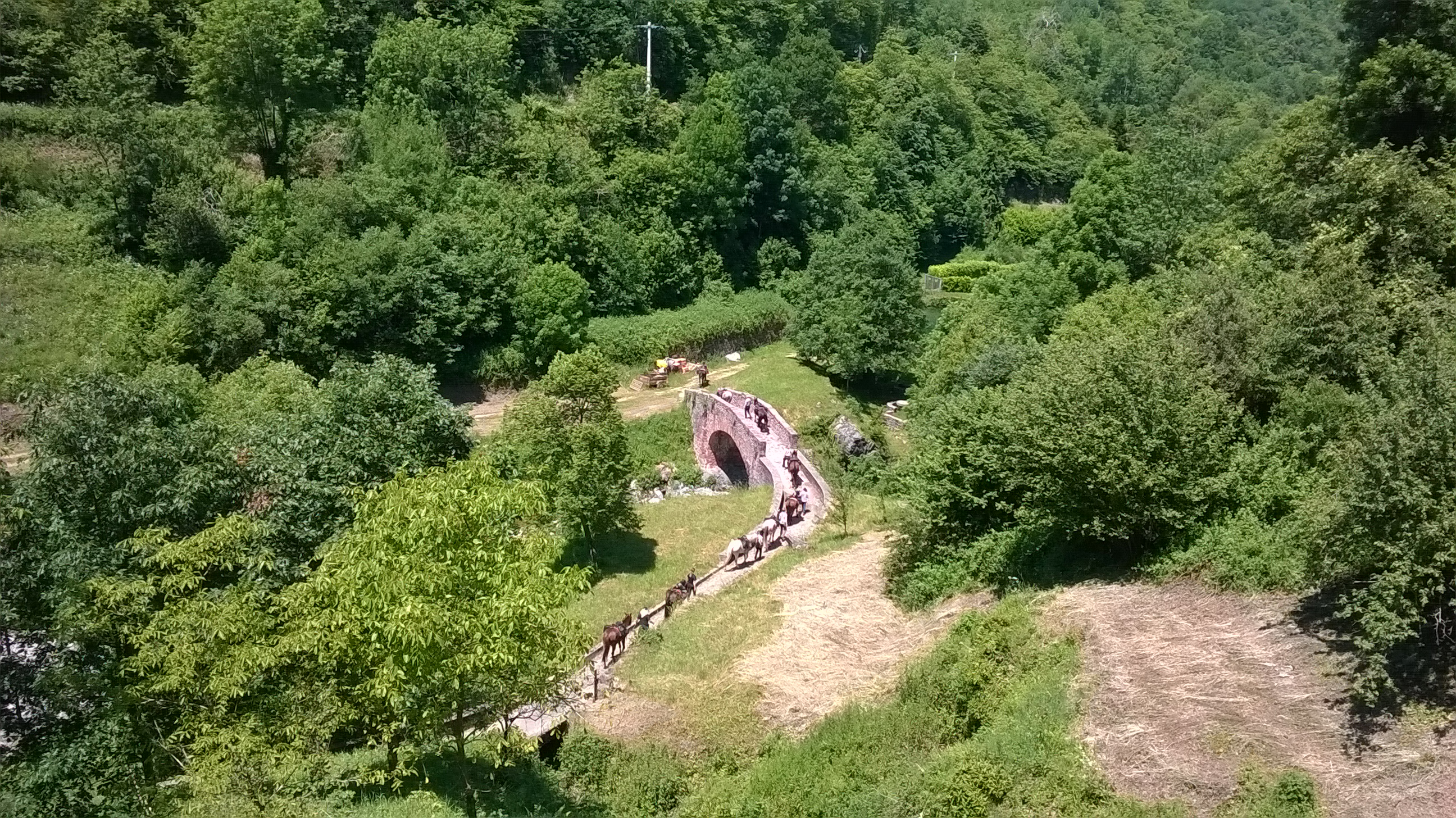
le Pont Napoléon au bas du village de Lamanère.

Le nom est La Menera en catalan. Il a été francisé de manière erronée par confusion du premier -e de menera avec un -a neutre et par agglutination de l'article et du nom.
Menera provient du celte meina, puis du gallo-romain mena, terme désignant le minerai. Plus tard, mener prend le sens de mine et menera est utilisé pour un ensemble de mines, puisque la région produisait à la fois du fer, du plomb, du cuivre et de la houille. Le nom a alors été utilisé à la fois pour la localité et pour la rivière.

## Aménagements et écologie
La vallée du Tech et son embouchure sont deux sites classés Natura 2000.